# لميس بنت نوف بن يريم ذي مرع
لميس بنت نوف بن يريم ذي مرع(خط المسند : ) وهي ملكة يمنية من اوئل النساء المتوجات في عصور دولة تبابعة سباء وحمير وهي أم الملك إفريقيس

## القصائد القديمة التي ذكرتها
قال الملك أسعد أبو كرب بن ملكيكرب الحميري متفاخراً بنسبه
| لميس بنت نوف بن يريم ذي مرع | ولدتني من الملوك ملوك ... كل قيل متوج صنديد ونساء متوجات كبلقيس ... وشمس ومن لميس جدودي | لميس بنت نوف بن يريم ذي مرع |